# 外池昇
外池 昇（といけ のぼる、1957年7月24日 - ）は、日本の歴史学者。専門は日本近世・近代史、特に天皇陵の研究。成城大学大学院文学研究科教授。

## 略歴
東京都新宿区に生まれる。1988年成城大学大学院文学研究科日本常民文化専攻博士（後期）課程単位取得修了。1998年博士（文学、成城大学）。調布学園女子短期大学日本語日本文化学科助教授などを経て、現職。

## 著書

### 単著
- 幕末・明治期の陵墓（吉川弘文館「歴史文化ライブラリー」、1997年）
- 天皇陵の近代史 （吉川弘文館、2000年）
- 事典 陵墓参考地 もうひとつの天皇陵（吉川弘文館、2005年）
- 天皇陵論 聖域か文化財か（新人物往来社、2007年）
  - 天皇陵 「聖域」の歴史学（講談社学術文庫、2019年）
- 天皇陵の誕生（祥伝社新書、2012年）
- 検証 天皇陵（山川出版社、2016年）
- 神武天皇の歴史学 （講談社選書メチエ、2024年）

### 編著
- 文久山陵図（新人物往来社、2005年）